# Weihermühle (Neusorg)
Weihermühle ist ein Gemeindeteil der Gemeinde Neusorg im oberpfälzischen Landkreis Tirschenreuth.

## Geografie
Das Dorf Weihermühle liegt zwei Kilometer südlich von Neusorg im Tal des Höllbaches im südwestlichen Teil des Fichtelgebirges.

## Geschichte
Die Bayerische Uraufnahme zeigte Weihermühle in den 1810er Jahren als einen aus drei erstreut liegenden Gehöften bestehenden Weiler, der am Mühlbach (einem Seitenarm des Höllbaches) liegt. Vom Gemeindeedikt von 1818 bis in die 1970er Jahre hatte Weihermühle zur Gemeinde Riglasreuth gehört. Als die Gemeinde Riglasreuth mit der bayerischen Gebietsreform ihre Selbstständigkeit verlor, wurde Weihermühle  in die Gemeinde Neusorg eingegliedert.
| Jahr          | 001900 | 001925 | 001950 | 001961 | 001970 | 001987 |
| Einwohnerzahl | 40     | 33     | 63     | 67     | 74     | 92     |